# Nolan Siegel
Nolan Siegel (Palo Alto, Californië, 8 november 2004) is een Amerikaans autocoureur.

## Carrière
Siegel begon zijn autosportcarrière in het karting in 2013. In 2018 stapte hij over naar het formuleracing toen hij deelnam aan het lokale Formule 3-kampioenschap van de Sonoma Raceway. Op dertienjarige leeftijd behaalde hij de titel in deze klasse.
In 2019 stapte Siegel over naar de U.S. F2000, waarin hij uitkwam voor het team Newman Wachs Racing. Zijn beste resultaten waren drie tiende plaatsen op de Lucas Oil Raceway, Road America en het Stratencircuit Toronto. Met 113 punten werd hij vijftiende in de eindstand. Aan het eind van het seizoen debuteerde hij ook in het Amerikaanse Formule 4-kampioenschap, waarin hij voor het team Jay Howard Driver Development in de seizoensfinale op het Circuit of the Americas reed. Hij eindigde deze races als zevende en tiende.
In 2020 bleef Siegel actief in de U.S. F2000 en kwam dat jaar ook in deze klasse uit voor het team van Howard. Hij behaalde een pole position op het New Jersey Motorsports Park en stond op de Mid-Ohio Sports Car Course tweemaal op het podium. Met 158 punten verbeterde hij zichzelf naar de dertiende plaats in het klassement. Daarnaast reed hij voor Howard in de eerste twee weekenden van de Amerikaanse Formule 4, waarin hij enkel tot scoren kwam met een zesde plaats op de Virginia International Raceway.
In 2021 reed Siegel een derde seizoen in de U.S. F2000, waarin hij overstapte naar het team DEForce Racing. Hij behaalde podiumplaatsen op het Barber Motorsports Park, New Jersey en Mid-Ohio en behaalde tevens zijn eerste overwinning in New Jersey. Met 227 punten werd hij achtste in het kampioenschap. Tevens debuteerde hij dat jaar in het Indy Pro 2000 Championship bij DEForce tijdens de race op de World Wide Technology Raceway at Gateway, waarin hij vijfde werd.
In 2022 begon Siegel het seizoen met zijn eerste sportautorace, de 24 uur van Daytona, waarin hij voor het team Mühlner Motorsports America een Duqueine M30-D08 deelde met Charles Crews, Cameron Shields en Ugo de Wilde. In de LMP3-klasse eindigden zij de race als zesde. Vervolgens keerde Siegel terug naar de Indy Pro 2000, waarin hij het volledige seizoen voor DEForce reed. Vroeg in het seizoen won hij twee races op het Stratencircuit Saint Petersburg en Barber. In de rest van het jaar behaalde hij nog vier podiumplaatsen. Met 333 punten werd hij achter Louis Foster, Reece Gold en Enaam Ahmed vierde in de eindstand. Aan het eind van het jaar debuteerde hij in de Indy Lights tijdens de seizoensfinale op Laguna Seca bij het team HMD Motorsports with Dale Coyne Racing. Hij eindigde deze races als tiende en negende.